# Robin Simović
Robin Simović, né le 29 mai 1991 à Malmö en Suède, est un footballeur suédois. Il évolue au poste d'attaquant.

## Biographie
Robin Simović joue en Suède et au Japon.
Il inscrit 13 buts en première division suédoise en 2015, puis 11 buts en première division japonaise en 2016.

## Palmarès
- Finaliste de la Coupe de Suède en 2014 avec Helsingborgs